# Qualifications pour la Coupe du monde de futsal de 2024
Navigation
Qualifications 2021 Qualifications 2028
Les qualifications pour la Coupe du monde 2024 de futsal doivent désigner 23 des 24 formations qui disputeront la phase finale. L'équipe d'Ouzbékistan étant déjà qualifiée en tant que pays organisateur.
Avant l'attribution de la compétition à l'Ouzbékistan, la FIFA avait décidé la répartition suivante entre ses six confédérations :
- AFC (Asie) - 5 qualifiés (dont l'Ouzbékistan)
- CAF (Afrique) - 3 qualifiés
- CONCACAF (Amérique du Nord, Amérique centrale et Caraïbes) - 4 qualifiés
- CONMEBOL (Amérique du Sud) - 4 qualifiés
- OFC (Océanie) - 1 qualifié
- UEFA (Europe) - 7 qualifiés

## Les 24 qualifiés
Les matches éliminatoires se terminent en 2024. Les qualifiés sont issus de championnats continentaux ou de compétitions dédiées.

Seule l'équipe d'Ouzbékistan est qualifiée d'office en tant que pays organisateur.
|  | Confédération                                   | Compétition                                    | Équipe           | Phase finale | Dernière participation | Meilleure performance                          | Coupe du monde de 2021 |
|  | ----------------------------------------------- | ---------------------------------------------- | ---------------- | ------------ | ---------------------- | ---------------------------------------------- | ---------------------- |
|  | AFC Asie                                        | Pays organisateur                              | Ouzbékistan      | 3e           | 2021                   | Huitième de finale (2021)                      | Huitième de finale     |
|  | AFC Asie                                        | Championnat d'Asie de futsal 2024 (en)         | Iran             | 9e           | 2021                   | 3e place (2016)                                | Quart de finale        |
|  | AFC Asie                                        | Championnat d'Asie de futsal 2024 (en)         | Tadjikistan      | 1er          | -                      | Première participation                         | -                      |
|  | AFC Asie                                        | Championnat d'Asie de futsal 2024 (en)         | Thaïlande        | 7e           | 2021                   | Huitième de finale (2012, 2016, 2021)          | Huitième de finale     |
|  | AFC Asie                                        | Championnat d'Asie de futsal 2024 (en)         | Afghanistan      | 1er          | -                      | Première participation                         | -                      |
|  | CAF Afrique                                     | Coupe d'Afrique des nations de futsal 2024     | Angola           | 2e           | 2021                   | Phase de groupe (2021)                         | Phase de groupe        |
|  | CAF Afrique                                     | Coupe d'Afrique des nations de futsal 2024     | Maroc            | 4e           | 2021                   | Quart de finale (2021)                         | Quart de finale        |
|  | CAF Afrique                                     | Coupe d'Afrique des nations de futsal 2024     | Libye            | 3e           | 2012                   | Phase de groupe (2008, 2012 )                  | -                      |
|  | CONCACAF Amérique du Nord, centrale et Caraïbes | Championnat de futsal de la CONCACAF 2024 (en) | Costa Rica       | 6e           | 2021                   | Huitième de finale (2016)                      | Phase de groupe        |
|  | CONCACAF Amérique du Nord, centrale et Caraïbes | Championnat de futsal de la CONCACAF 2024 (en) | Cuba             | 6e           | 2016                   | Phase de groupe (1996, 2000, 2004, 2008, 2016) | -                      |
|  | CONCACAF Amérique du Nord, centrale et Caraïbes | Championnat de futsal de la CONCACAF 2024 (en) | Guatemala        | 6e           | 2021                   | Phase de groupe (2000, 2008, 2012, 2016, 2021) | Phase de groupe        |
|  | CONCACAF Amérique du Nord, centrale et Caraïbes | Championnat de futsal de la CONCACAF 2024 (en) | Panama           | 4e           | 2021                   | Huitième de finale (2012)                      | Phase de groupe        |
|  | CONMEBOL Amérique du Sud                        | Copa América de Futsal 2024 (en)               | Brésil           | 10e          | 2021                   | Vainqueur (1989, 1992, 1996, 2008, 2012)       | Troisième              |
|  | CONMEBOL Amérique du Sud                        | Copa América de Futsal 2024 (en)               | Argentine        | 10e          | 2021                   | Vainqueur (2016)                               | Finaliste              |
|  | CONMEBOL Amérique du Sud                        | Copa América de Futsal 2024 (en)               | Paraguay         | 8e           | 2021                   | Quart de finale (2016)                         | Huitième de finale     |
|  | CONMEBOL Amérique du Sud                        | Copa América de Futsal 2024 (en)               | Venezuela        | 2e           | 2021                   | Huitième de finale (2021)                      | Huitième de finale     |
|  | OFC Océanie                                     | Championnat d'Océanie de futsal 2023 (en)      | Nouvelle-Zélande | 1er          | -                      | Première participation                         | -                      |
|  | UEFA Europe                                     | Qualifications de la zone Europe 2024          | Kazakhstan       | 4e           | 2021                   | 4e place (2021)                                | 4e place               |
|  | UEFA Europe                                     | Qualifications de la zone Europe 2024          | France           | 1er          | -                      | Première participation                         | -                      |
|  | UEFA Europe                                     | Qualifications de la zone Europe 2024          | Portugal         | 7e           | 2021                   | Vainqueur (2021)                               | Vainqueur              |
|  | UEFA Europe                                     | Qualifications de la zone Europe 2024          | Espagne          | 10e          | 2021                   | Vainqueur (2000, 2004)                         | Quart de finale        |
|  | UEFA Europe                                     | Qualifications de la zone Europe 2024          | Ukraine          | 6e           | 2016                   | 4e place (1996)                                | -                      |
|  | UEFA Europe                                     | Qualifications de la zone Europe 2024          | Croatie          | 2e           | 2000                   | 5e place (2000)                                | -                      |
|  | UEFA Europe                                     | Qualifications de la zone Europe 2024          | Pays-Bas         | 5e           | 2000                   | Finaliste (1989)                               | -                      |

## Résultats des qualifications par confédération

### Asie (AFC)
L'édition 2024 (en) du Championnat d'Asie de futsal sert de qualification pour la confédération asiatique.
La compétition a lieu en Thaïlande, du 17 avril au 28 avril 2024. Les quatre meilleures équipes se qualifient pour la Coupe du monde 2024 :
- Qualifications : les qualifications (en) déterminent les quinze nations qualifiées pour la phase de groupe.
- Phase de groupe : la Thaïlande et les quinze qualifiés sont répartis en quatre groupes de quatre. Les deux premiers de chaque groupe se qualifient pour le tour suivant.
- Phase finale : le premier de chaque groupe affronte le deuxième d'un autre groupe en quarts de finale. Les quatre vainqueurs se qualifient pour la Coupe du monde 2024.
- Barrage qualificatif : si l'Ouzbékistan atteint les demi-finales, un tour de barrage aura lieu pour déterminer le dernier représentant asiatique à la Coupe du monde de futsal.

#### Phase de groupe
| Rang | Équipe      | Pts | J | G | N | P | Bp | Bc | Diff |  | Résultats (▼ dom., ► ext.) |  |     |     |     |
| ---- | ----------- | --- | - | - | - | - | -- | -- | ---- |  | -------------------------- |  | --- | --- | --- |
| 1    | Thaïlande H | 9   | 3 | 3 | 0 | 0 | 10 | 2  | +8   |  | Thaïlande H                |  | 2-1 | 5-0 | 3-1 |
| 2    | Viêt Nam    | 4   | 3 | 1 | 1 | 1 | 3  | 3  | 0    |  | Viêt Nam                   |  |     | 1-1 | 1-0 |
| 3    | Myanmar     | 4   | 3 | 1 | 1 | 1 | 4  | 7  | -3   |  | Myanmar                    |  |     |     | 3-1 |
| 4    | Chine       | 0   | 3 | 0 | 0 | 3 | 2  | 7  | -5   |  | Chine                      |  |     |     |     |

| Rang | Équipe          | Pts | J | G | N | P | Bp | Bc | Diff |  | Résultats (▼ dom., ► ext.) |  |     |     |     |
| ---- | --------------- | --- | - | - | - | - | -- | -- | ---- |  | -------------------------- |  | --- | --- | --- |
| 1    | Ouzbékistan     | 9   | 3 | 3 | 0 | 0 | 10 | 4  | +6   |  | Ouzbékistan                |  | 4-1 | 3-1 | 3-2 |
| 2    | Irak            | 6   | 3 | 2 | 0 | 1 | 12 | 7  | +5   |  | Irak                       |  |     | 5-1 | 6-2 |
| 3    | Arabie saoudite | 3   | 3 | 1 | 0 | 2 | 6  | 10 | -4   |  | Arabie saoudite            |  |     |     | 4-2 |
| 4    | Australie       | 0   | 3 | 0 | 0 | 3 | 6  | 13 | -7   |  | Australie                  |  |     |     |     |

| Rang | Équipe       | Pts | J | G | N | P | Bp | Bc | Diff |  | Résultats (▼ dom., ► ext.) |  |     |     |     |
| ---- | ------------ | --- | - | - | - | - | -- | -- | ---- |  | -------------------------- |  | --- | --- | --- |
| 1    | Tadjikistan  | 5   | 3 | 1 | 2 | 0 | 5  | 3  | +2   |  | Tadjikistan                |  | 2-2 | 1-1 | 2-0 |
| 2    | Kirghizistan | 5   | 3 | 1 | 2 | 0 | 10 | 9  | +1   |  | Kirghizistan               |  |     | 3-2 | 5-5 |
| 3    | Japon        | 4   | 3 | 1 | 1 | 1 | 8  | 4  | +4   |  | Japon                      |  |     |     | 5-0 |
| 4    | Corée du Sud | 1   | 3 | 0 | 1 | 2 | 5  | 12 | -7   |  | Corée du Sud               |  |     |     |     |

| Rang | Équipe      | Pts | J | G | N | P | Bp | Bc | Diff |  | Résultats (▼ dom., ► ext.) |  |     |     |     |
| ---- | ----------- | --- | - | - | - | - | -- | -- | ---- |  | -------------------------- |  | --- | --- | --- |
| 1    | Iran        | 9   | 3 | 3 | 0 | 0 | 12 | 4  | +8   |  | Iran                       |  | 3-1 | 4-0 | 5-3 |
| 2    | Afghanistan | 4   | 3 | 1 | 1 | 1 | 7  | 8  | -1   |  | Afghanistan                |  |     | 3-3 | 3-2 |
| 3    | Koweit      | 4   | 3 | 1 | 1 | 1 | 5  | 8  | -3   |  | Koweit                     |  |     |     | 2-1 |
| 4    | Bahreïn     | 0   | 3 | 0 | 0 | 3 | 6  | 10 | -4   |  | Bahreïn                    |  |     |     |     |

#### Phase finale
|  | Quarts de finale | Quarts de finale | Quarts de finale | Quarts de finale |             |             | Demi-finales  | Demi-finales  | Demi-finales                  | Demi-finales                  |                               |                               | Finale        | Finale        | Finale        | Finale        |
|  |                  |                  |                  |                  |             |             |               |               |                               |                               |                               |                               |               |               |               |               |
|  | 24 avril 2024    | 24 avril 2024    | 24 avril 2024    | 24 avril 2024    |             |             | 26 avril 2024 | 26 avril 2024 | 26 avril 2024                 | 26 avril 2024                 |                               |                               | 28 avril 2024 | 28 avril 2024 | 28 avril 2024 | 28 avril 2024 |
|  | 24 avril 2024    | 24 avril 2024    | 24 avril 2024    | 24 avril 2024    |             |             | 26 avril 2024 | 26 avril 2024 | 26 avril 2024                 | 26 avril 2024                 |                               |                               | 28 avril 2024 | 28 avril 2024 | 28 avril 2024 | 28 avril 2024 |
|  | Thaïlande        | Thaïlande        | 3                | 3                |             |             | 26 avril 2024 | 26 avril 2024 | 26 avril 2024                 | 26 avril 2024                 |                               |                               | 28 avril 2024 | 28 avril 2024 | 28 avril 2024 | 28 avril 2024 |
|  | Thaïlande        | Thaïlande        | 3                | 3                |             |             | 26 avril 2024 | 26 avril 2024 | 26 avril 2024                 | 26 avril 2024                 |                               |                               | 28 avril 2024 | 28 avril 2024 | 28 avril 2024 | 28 avril 2024 |
|  | Irak             | Irak             | 2                | 2                |             |             | 26 avril 2024 | 26 avril 2024 | 26 avril 2024                 | 26 avril 2024                 |                               |                               | 28 avril 2024 | 28 avril 2024 | 28 avril 2024 | 28 avril 2024 |
|  | Irak             | Irak             | 2                | 2                | Thaïlande   | Thaïlande   | 3 ap(6)       | 3 ap(6)       |                               |                               |                               |                               | 28 avril 2024 | 28 avril 2024 | 28 avril 2024 | 28 avril 2024 |
|  | 24 avril 2024    |                  |                  |                  | Thaïlande   | Thaïlande   | 3 ap(6)       | 3 ap(6)       |                               |                               |                               |                               | 28 avril 2024 | 28 avril 2024 | 28 avril 2024 | 28 avril 2024 |
|  |                  |                  | Tadjikistan      | Tadjikistan      | 3 tab(5)    | 3 tab(5)    |               |               |                               |                               |                               |                               | 28 avril 2024 | 28 avril 2024 | 28 avril 2024 | 28 avril 2024 |
|  | Tadjikistan      | Tadjikistan      | Tadjikistan      | Tadjikistan      | 3 tab(5)    | 3 tab(5)    | 2 ap          | 2 ap          |                               |                               |                               |                               | 28 avril 2024 | 28 avril 2024 | 28 avril 2024 | 28 avril 2024 |
|  | Tadjikistan      | Tadjikistan      | 26 avril 2024    |                  |             |             | 2 ap          | 2 ap          |                               |                               |                               |                               | 28 avril 2024 | 28 avril 2024 | 28 avril 2024 | 28 avril 2024 |
|  | Afghanistan      | Afghanistan      | 1                | 1                |             |             |               |               |                               |                               |                               |                               | 28 avril 2024 | 28 avril 2024 | 28 avril 2024 | 28 avril 2024 |
|  | Afghanistan      | Afghanistan      | 1                | 1                | Thaïlande   | Thaïlande   | 1             | 1             |                               |                               |                               |                               |               |               |               |               |
|  | 24 avril 2024    |                  |                  |                  | Thaïlande   | Thaïlande   | 1             | 1             |                               |                               |                               |                               |               |               |               |               |
|  |                  |                  | Iran             | Iran             | 4           | 4           |               |               |                               |                               |                               |                               |               |               |               |               |
|  | Ouzbékistan      | Ouzbékistan      | Iran             | Iran             | 4           | 4           | 2             | 2             |                               |                               |                               |                               |               |               |               |               |
|  | Ouzbékistan      | Ouzbékistan      |                  |                  |             |             |               |               |                               |                               |                               |                               |               |               |               |               |
|  | Viêt Nam         | Viêt Nam         | 1                | 1                |             |             |               |               |                               |                               |                               |                               |               |               |               |               |
|  | Viêt Nam         | Viêt Nam         | 1                | 1                | Ouzbékistan | Ouzbékistan | 3 ap(4)       | 3 ap(4)       | Match pour la troisième place | Match pour la troisième place | Match pour la troisième place | Match pour la troisième place |               |               |               |               |
|  | 24 avril 2024    |                  |                  |                  | Ouzbékistan | Ouzbékistan | 3 ap(4)       | 3 ap(4)       | Match pour la troisième place | Match pour la troisième place | Match pour la troisième place | Match pour la troisième place |               |               |               |               |
|  |                  |                  | Iran             | Iran             | 3 tab(5)    | 3 tab(5)    |               |               | 28 avril 2024                 | 28 avril 2024                 | 28 avril 2024                 | 28 avril 2024                 |               |               |               |               |
|  | Iran             | Iran             | Iran             | Iran             | 3 tab(5)    | 3 tab(5)    | 6             | 6             | 28 avril 2024                 | 28 avril 2024                 | 28 avril 2024                 | 28 avril 2024                 |               |               |               |               |
|  | Iran             | Iran             |                  |                  |             |             |               | 6             |                               |                               | Tadjikistan                   | Tadjikistan                   | 5 ap(1)       | 5 ap(1)       |               |               |
|  | Kirghizistan     | Kirghizistan     | 1                | 1                |             |             |               |               |                               |                               | Tadjikistan                   | Tadjikistan                   | 5 ap(1)       | 5 ap(1)       |               |               |
|  | Kirghizistan     | Kirghizistan     | 1                | 1                | Ouzbékistan | Ouzbékistan | 5 tab(3)      | 5 tab(3)      |                               |                               |                               |                               |               |               |               |               |
|  |                  |                  |                  |                  |             |             |               |               |                               |                               |                               |                               |               |               |               |               |

#### Barrage qualificatif
|  | Demi-finales  | Demi-finales  | Demi-finales  | Demi-finales  |             |             | Finale        | Finale        | Finale        | Finale        |
|  |               |               |               |               |             |             |               |               |               |               |
|  | 26 avril 2024 | 26 avril 2024 | 26 avril 2024 | 26 avril 2024 |             |             | 28 avril 2024 | 28 avril 2024 | 28 avril 2024 | 28 avril 2024 |
|  | Irak          | Irak          | 3             | 3             |             |             | 28 avril 2024 | 28 avril 2024 | 28 avril 2024 | 28 avril 2024 |
|  | Irak          | Irak          | 3             | 3             |             |             | 28 avril 2024 | 28 avril 2024 | 28 avril 2024 | 28 avril 2024 |
|  | Afghanistan   | Afghanistan   | 5             | 5             |             |             | 28 avril 2024 | 28 avril 2024 | 28 avril 2024 | 28 avril 2024 |
|  | Afghanistan   | Afghanistan   | 5             | 5             | Afghanistan | Afghanistan | 5             | 5             |               |               |
|  | 26 avril 2024 |               |               |               | Afghanistan | Afghanistan | 5             | 5             |               |               |
|  |               |               | Kirghizistan  | Kirghizistan  | 3           | 3           |               |               |               |               |
|  | Viêt Nam      | Viêt Nam      | Kirghizistan  | Kirghizistan  | 3           | 3           | 2             | 2             |               |               |
|  | Viêt Nam      | Viêt Nam      |               |               |             |             |               | 2             |               |               |
|  | Kirghizistan  | Kirghizistan  | 3             | 3             |             |             |               |               |               |               |
|  | Kirghizistan  | Kirghizistan  | 3             | 3             |             |             |               |               |               |               |

### Afrique (CAF)
La compétition a lieu au Maroc, du 11 avril au 21 avril 2024. Les trois meilleures équipes se qualifient pour la Coupe du monde 2024.

### Amérique du Nord, Amérique centrale et Caraïbes (CONCACAF)
L'édition 2024 (en) du Championnat de futsal de la CONCACAF sert de qualification pour la confédération d'Amérique du Nord, d'Amérique centrale et des Caraïbes.
La compétition a lieu à Managua, au Nicaragua, du 13 avril au 20 avril 2024. Les quatre meilleures équipes se qualifient pour la Coupe du monde 2024 :
- Phase de groupe : les douze équipes inscrites sont réparties en trois groupes de quatre. Les deux premiers de chaque groupe et les deux meilleurs troisièmes se qualifient pour le tour suivant.
- Phase finale : les huit équipes débutent par des quarts de finale suivis des demi-finales, du match pour la troisième place et de la finale. A l'issu de cette phase, les quatre premiers (demi-finalistes) se qualifient pour la Coupe du monde 2024.

#### Phase de groupe
| Rang | Équipe     | Pts | J | G | N | P | Bp | Bc | Diff |  | Résultats (▼ dom., ► ext.) |  |     |     |     |
| ---- | ---------- | --- | - | - | - | - | -- | -- | ---- |  | -------------------------- |  | --- | --- | --- |
| 1    | Costa Rica | 9   | 3 | 3 | 0 | 0 | 15 | 6  | +9   |  | Costa Rica                 |  | 4-2 | 3-1 | 8-3 |
| 2    | Mexique    | 6   | 3 | 2 | 0 | 1 | 18 | 11 | +7   |  | Mexique                    |  |     | 7-3 | 9-4 |
| 3    | Suriname   | 3   | 3 | 1 | 0 | 2 | 8  | 10 | -2   |  | Suriname                   |  |     |     | 4-0 |
| 4    | Haïti      | 0   | 3 | 0 | 0 | 3 | 7  | 21 | -14  |  | Haïti                      |  |     |     |     |

| Rang | Équipe      | Pts | J | G | N | P | Bp | Bc | Diff |  | Résultats (▼ dom., ► ext.) |  |     |     |     |
| ---- | ----------- | --- | - | - | - | - | -- | -- | ---- |  | -------------------------- |  | --- | --- | --- |
| 1    | Panama      | 6   | 3 | 2 | 0 | 1 | 15 | 9  | +6   |  | Panama                     |  | 2-3 | 7-3 | 6-3 |
| 2    | Cuba        | 5   | 3 | 1 | 2 | 0 | 10 | 9  | +1   |  | Cuba                       |  |     | 5-5 | 2-2 |
| 3    | Canada      | 4   | 3 | 1 | 1 | 1 | 14 | 15 | -1   |  | Canada                     |  |     |     | 6-3 |
| 4    | Nicaragua H | 1   | 3 | 0 | 1 | 2 | 8  | 14 | -6   |  | Nicaragua H                |  |     |     |     |

| Rang | Équipe                 | Pts | J | G | N | P | Bp | Bc | Diff |  | Résultats (▼ dom., ► ext.) |  |     |     |      |
| ---- | ---------------------- | --- | - | - | - | - | -- | -- | ---- |  | -------------------------- |  | --- | --- | ---- |
| 1    | Guatemala              | 7   | 3 | 2 | 1 | 0 | 15 | 11 | +4   |  | Guatemala                  |  | 7-5 | 3-3 | 5-3  |
| 2    | République dominicaine | 6   | 3 | 2 | 0 | 1 | 23 | 14 | +9   |  | République dominicaine     |  |     | 7-6 | 11-1 |
| 3    | États-Unis             | 4   | 3 | 1 | 1 | 1 | 16 | 14 | +2   |  | États-Unis                 |  |     |     | 7-4  |
| 4    | Trinité-et-Tobago      | 0   | 3 | 0 | 0 | 3 | 8  | 23 | -15  |  | Trinité-et-Tobago          |  |     |     |      |

##### Classement des troisièmes
| Rang | Équipe            | Pts | J | G | N | P | Bp | Bc | Diff |
| ---- | ----------------- | --- | - | - | - | - | -- | -- | ---- |
| 1    | États-Unis (Gr C) | 4   | 3 | 1 | 1 | 1 | 16 | 14 | +2   |
| 2    | Canada (Gr B)     | 4   | 3 | 1 | 1 | 1 | 14 | 15 | -1   |
| 3    | Suriname (Gr A)   | 3   | 3 | 1 | 0 | 2 | 8  | 10 | -2   |

#### Phase finale
|  | Quarts de finale       | Quarts de finale       | Quarts de finale | Quarts de finale |            |            | Demi-finales  | Demi-finales  | Demi-finales                  | Demi-finales                  |                               |                               | Finale        | Finale        | Finale        | Finale        |
|  |                        |                        |                  |                  |            |            |               |               |                               |                               |                               |                               |               |               |               |               |
|  | 17 avril 2024          | 17 avril 2024          | 17 avril 2024    | 17 avril 2024    |            |            | 18 avril 2024 | 18 avril 2024 | 18 avril 2024                 | 18 avril 2024                 |                               |                               | 20 avril 2024 | 20 avril 2024 | 20 avril 2024 | 20 avril 2024 |
|  | 17 avril 2024          | 17 avril 2024          | 17 avril 2024    | 17 avril 2024    |            |            | 18 avril 2024 | 18 avril 2024 | 18 avril 2024                 | 18 avril 2024                 |                               |                               | 20 avril 2024 | 20 avril 2024 | 20 avril 2024 | 20 avril 2024 |
|  | Costa Rica             | Costa Rica             | 3                | 3                |            |            | 18 avril 2024 | 18 avril 2024 | 18 avril 2024                 | 18 avril 2024                 |                               |                               | 20 avril 2024 | 20 avril 2024 | 20 avril 2024 | 20 avril 2024 |
|  | Costa Rica             | Costa Rica             | 3                | 3                |            |            | 18 avril 2024 | 18 avril 2024 | 18 avril 2024                 | 18 avril 2024                 |                               |                               | 20 avril 2024 | 20 avril 2024 | 20 avril 2024 | 20 avril 2024 |
|  | Canada                 | Canada                 | 2                | 2                |            |            | 18 avril 2024 | 18 avril 2024 | 18 avril 2024                 | 18 avril 2024                 |                               |                               | 20 avril 2024 | 20 avril 2024 | 20 avril 2024 | 20 avril 2024 |
|  | Canada                 | Canada                 | 2                | 2                | Costa Rica | Costa Rica | 3 ap(6)       | 3 ap(6)       |                               |                               |                               |                               | 20 avril 2024 | 20 avril 2024 | 20 avril 2024 | 20 avril 2024 |
|  | 17 avril 2024          |                        |                  |                  | Costa Rica | Costa Rica | 3 ap(6)       | 3 ap(6)       |                               |                               |                               |                               | 20 avril 2024 | 20 avril 2024 | 20 avril 2024 | 20 avril 2024 |
|  |                        |                        | Cuba             | Cuba             | 3 tab(7)   | 3 tab(7)   |               |               |                               |                               |                               |                               | 20 avril 2024 | 20 avril 2024 | 20 avril 2024 | 20 avril 2024 |
|  | République dominicaine | République dominicaine | Cuba             | Cuba             | 3 tab(7)   | 3 tab(7)   | 1             | 1             |                               |                               |                               |                               | 20 avril 2024 | 20 avril 2024 | 20 avril 2024 | 20 avril 2024 |
|  | République dominicaine | République dominicaine | 18 avril 2024    |                  |            |            | 1             | 1             |                               |                               |                               |                               | 20 avril 2024 | 20 avril 2024 | 20 avril 2024 | 20 avril 2024 |
|  | Cuba                   | Cuba                   | 2                | 2                |            |            |               |               |                               |                               |                               |                               | 20 avril 2024 | 20 avril 2024 | 20 avril 2024 | 20 avril 2024 |
|  | Cuba                   | Cuba                   | 2                | 2                | Cuba       | Cuba       | 3             | 3             |                               |                               |                               |                               |               |               |               |               |
|  | 17 avril 2024          |                        |                  |                  | Cuba       | Cuba       | 3             | 3             |                               |                               |                               |                               |               |               |               |               |
|  |                        |                        | Panama           | Panama           | 4          | 4          |               |               |                               |                               |                               |                               |               |               |               |               |
|  | Panama                 | Panama                 | Panama           | Panama           | 4          | 4          | 2             | 2             |                               |                               |                               |                               |               |               |               |               |
|  | Panama                 | Panama                 |                  |                  |            |            |               |               |                               |                               |                               |                               |               |               |               |               |
|  | États-Unis             | États-Unis             | 1                | 1                |            |            |               |               |                               |                               |                               |                               |               |               |               |               |
|  | États-Unis             | États-Unis             | 1                | 1                | Panama     | Panama     | 6             | 6             | Match pour la troisième place | Match pour la troisième place | Match pour la troisième place | Match pour la troisième place |               |               |               |               |
|  | 17 avril 2024          |                        |                  |                  | Panama     | Panama     | 6             | 6             | Match pour la troisième place | Match pour la troisième place | Match pour la troisième place | Match pour la troisième place |               |               |               |               |
|  |                        |                        | Guatemala        | Guatemala        | 3          | 3          |               |               | 20 avril 2024                 | 20 avril 2024                 | 20 avril 2024                 | 20 avril 2024                 |               |               |               |               |
|  | Guatemala              | Guatemala              | Guatemala        | Guatemala        | 3          | 3          | 9             | 9             | 20 avril 2024                 | 20 avril 2024                 | 20 avril 2024                 | 20 avril 2024                 |               |               |               |               |
|  | Guatemala              | Guatemala              |                  |                  |            |            |               | 9             |                               |                               | Costa Rica                    | Costa Rica                    | 0             | 0             |               |               |
|  | Mexique                | Mexique                | 4                | 4                |            |            |               |               |                               |                               | Costa Rica                    | Costa Rica                    | 0             | 0             |               |               |
|  | Mexique                | Mexique                | 4                | 4                | Guatemala  | Guatemala  | 3             | 3             |                               |                               |                               |                               |               |               |               |               |
|  |                        |                        |                  |                  |            |            |               |               |                               |                               |                               |                               |               |               |               |               |

### Amérique du Sud (CONMEBOL)
L'édition 2024 (en) de la Copa América de futsal sert de qualification pour la confédération sud-américaine. La compétition a lieu à Asunción, au Paraguay, du 2 février au 10 février 2024. Les quatre meilleures équipes se qualifient pour la Coupe du monde 2024 :
- Phase de groupe : les dix équipes inscrites à la CONMEBOL sont réparties en deux groupes de cinq. Les deux premiers de chaque groupe se qualifient pour le tour suivant et pour la Coupe du monde 2024.
- Phase finale : les quatre équipes disputent les demi-finales. Les finalistes se rencontrent pour déterminer le vainqueur du tournoi. Les perdants disputent le match pour la troisième place. Les autres équipes disputent des matchs de classement pour déterminer le classement final.

#### Phase de groupe
| Rang | Équipe     | Pts | J | G | N | P | Bp | Bc | Diff |  | Résultats  |  |     |     |     |     |
| ---- | ---------- | --- | - | - | - | - | -- | -- | ---- |  | ---------- |  | --- | --- | --- | --- |
| 1    | Paraguay H | 8   | 4 | 2 | 2 | 0 | 8  | 3  | +5   |  | Paraguay H |  | 0-0 | 2-2 | 4-0 | 2-1 |
| 3    | Venezuela  | 7   | 4 | 2 | 1 | 1 | 11 | 3  | +8   |  | Venezuela  |  |     | 2-1 | 1-2 | 8-0 |
| 2    | Chili      | 7   | 4 | 2 | 1 | 1 | 10 | 9  | +1   |  | Chili      |  |     |     | 3-2 | 4-3 |
| 4    | Colombie   | 6   | 4 | 2 | 0 | 2 | 9  | 9  | 0    |  | Colombie   |  |     |     |     | 5-1 |
| 5    | Équateur   | 0   | 4 | 0 | 0 | 4 | 5  | 19 | -14  |  | Équateur   |  |     |     |     |     |

| Rang | Équipe    | Pts | J | G | N | P | Bp | Bc | Diff |  | Résultats |  |     |     |     |     |
| ---- | --------- | --- | - | - | - | - | -- | -- | ---- |  | --------- |  | --- | --- | --- | --- |
| 1    | Brésil    | 12  | 4 | 4 | 0 | 0 | 21 | 3  | +18  |  | Brésil    |  | 4-1 | 4-1 | 6-0 | 7-1 |
| 3    | Argentine | 9   | 4 | 3 | 0 | 1 | 11 | 5  | +6   |  | Argentine |  |     | 2-0 | 4-1 | 4-0 |
| 2    | Uruguay   | 6   | 4 | 2 | 0 | 2 | 7  | 7  | 0    |  | Uruguay   |  |     |     | 5-1 | 1-0 |
| 4    | Pérou     | 3   | 4 | 1 | 0 | 3 | 5  | 17 | -12  |  | Pérou     |  |     |     |     | 3-2 |
| 5    | Bolivie   | 0   | 4 | 0 | 0 | 4 | 3  | 15 | -12  |  | Bolivie   |  |     |     |     |     |

#### Phase finale
|  | Demi-finales    | Demi-finales   | Demi-finales   | Demi-finales   |                               |           | Finale          | Finale          | Finale          | Finale          |
|  |                 |                |                |                |                               |           |                 |                 |                 |                 |
|  | 9 février 2024  | 9 février 2024 | 9 février 2024 | 9 février 2024 |                               |           | 10 février 2024 | 10 février 2024 | 10 février 2024 | 10 février 2024 |
|  | Paraguay        | Paraguay       | 0              | 0              |                               |           | 10 février 2024 | 10 février 2024 | 10 février 2024 | 10 février 2024 |
|  | Paraguay        | Paraguay       | 0              | 0              |                               |           | 10 février 2024 | 10 février 2024 | 10 février 2024 | 10 février 2024 |
|  | Argentine       | Argentine      | 1              | 1              |                               |           | 10 février 2024 | 10 février 2024 | 10 février 2024 | 10 février 2024 |
|  | Argentine       | Argentine      | 1              | 1              | Argentine                     | Argentine | 0               | 0               |                 |                 |
|  | 9 février 2024  |                |                |                | Argentine                     | Argentine | 0               | 0               |                 |                 |
|  |                 |                | Brésil         | Brésil         | 2                             | 2         |                 |                 |                 |                 |
|  | Brésil          | Brésil         | Brésil         | Brésil         | 2                             | 2         | 3               | 3               |                 |                 |
|  | Brésil          | Brésil         |                |                |                               |           |                 | 3               |                 |                 |
|  | Venezuela       | Venezuela      | 0              | 0              |                               |           |                 |                 |                 |                 |
|  | Venezuela       | Venezuela      | 0              | 0              | Match pour la troisième place |           |                 |                 |                 |                 |
|  |                 |                |                |                |                               |           |                 |                 |                 |                 |
|  | 10 février 2024 |                |                |                |                               |           |                 |                 |                 |                 |
|  | Paraguay        | Paraguay       | 1              | 1              |                               |           |                 |                 |                 |                 |
|  | Paraguay        | Paraguay       | 1              | 1              |                               |           |                 |                 |                 |                 |
|  | Venezuela       | Venezuela      | 4              | 4              |                               |           |                 |                 |                 |                 |
|  | Venezuela       | Venezuela      | 4              | 4              |                               |           |                 |                 |                 |                 |

### Océanie (OFC)
L'édition 2023 (en) du Championnat d'Océanie de futsal sert de qualification pour la confédération océanienne.
La compétition a lieu à Auckland, en Nouvelle-Zélande, du 1er octobre au 7 octobre 2023. Seul le vainqueur de la compétition est qualifié pour la Coupe du monde 2024 :
- Phase de groupe : les huit équipes océaniennes inscrites sont réparties en deux groupes de quatre. Les deux premiers de chaque groupe se qualifient pour le tour suivant.
- Phase finale : le premier de chaque groupe affronte le deuxième de l'autre groupe en demi-finale. Les vainqueurs s'affrontent en finale. Le champion d'Océanie se qualifie pour la Coupe du monde 2024.

#### Phase de groupe
| Rang | Équipe             | Pts | J | G | N | P | Bp | Bc | Diff |  | Résultats          |  |     |     |      |
| ---- | ------------------ | --- | - | - | - | - | -- | -- | ---- |  | ------------------ |  | --- | --- | ---- |
| 1    | Nouvelle-Zélande H | 9   | 3 | 3 | 0 | 0 | 27 | 5  | +22  |  | Nouvelle-Zélande H |  | 7-2 | 6-3 | 14-0 |
| 2    | Fidji              | 6   | 3 | 2 | 0 | 1 | 13 | 8  | +5   |  | Fidji              |  |     | 2-1 | 9-0  |
| 3    | Vanuatu            | 3   | 3 | 1 | 0 | 2 | 24 | 10 | +14  |  | Vanuatu            |  |     |     | 20-2 |
| 4    | Tonga              | 0   | 3 | 0 | 0 | 3 | 2  | 43 | -41  |  | Tonga              |  |     |     |      |

| Rang | Équipe             | Pts | J | G | N | P | Bp | Bc | Diff |  | Résultats          |  |     |     |      |
| ---- | ------------------ | --- | - | - | - | - | -- | -- | ---- |  | ------------------ |  | --- | --- | ---- |
| 1    | Tahiti             | 7   | 3 | 2 | 1 | 0 | 15 | 8  | +7   |  | Tahiti             |  | 5-5 | 5-3 | 5-0  |
| 2    | Îles Salomon       | 5   | 3 | 1 | 2 | 0 | 20 | 9  | +11  |  | Îles Salomon       |  |     | 2-2 | 13-2 |
| 3    | Nouvelle-Calédonie | 4   | 3 | 1 | 1 | 1 | 12 | 9  | +3   |  | Nouvelle-Calédonie |  |     |     | 7-2  |
| 4    | Samoa              | 0   | 3 | 0 | 0 | 3 | 4  | 21 | -17  |  | Samoa              |  |     |     |      |

#### Phase finale
|  | Demi-finales     | Demi-finales     | Demi-finales     | Demi-finales     |        |        | Finale         | Finale         | Finale         | Finale         |
|  |                  |                  |                  |                  |        |        |                |                |                |                |
|  | 5 octobre 2023   | 5 octobre 2023   | 5 octobre 2023   | 5 octobre 2023   |        |        | 7 octobre 2023 | 7 octobre 2023 | 7 octobre 2023 | 7 octobre 2023 |
|  | Fidji            | Fidji            | 3                | 3                |        |        | 7 octobre 2023 | 7 octobre 2023 | 7 octobre 2023 | 7 octobre 2023 |
|  | Fidji            | Fidji            | 3                | 3                |        |        | 7 octobre 2023 | 7 octobre 2023 | 7 octobre 2023 | 7 octobre 2023 |
|  | Tahiti           | Tahiti           | 7                | 7                |        |        | 7 octobre 2023 | 7 octobre 2023 | 7 octobre 2023 | 7 octobre 2023 |
|  | Tahiti           | Tahiti           | 7                | 7                | Tahiti | Tahiti | 0              | 0              |                |                |
|  | 5 octobre 2023   |                  |                  |                  | Tahiti | Tahiti | 0              | 0              |                |                |
|  |                  |                  | Nouvelle-Zélande | Nouvelle-Zélande | 5      | 5      |                |                |                |                |
|  | Nouvelle-Zélande | Nouvelle-Zélande | Nouvelle-Zélande | Nouvelle-Zélande | 5      | 5      | 4              | 4              |                |                |
|  | Nouvelle-Zélande | Nouvelle-Zélande |                  |                  |        |        |                | 4              |                |                |
|  | Îles Salomon     | Îles Salomon     | 2                | 2                |        |        |                |                |                |                |
|  | Îles Salomon     | Îles Salomon     | 2                | 2                |        |        |                |                |                |                |

### Europe (UEFA)
Parmi les 55 nations affiliées à l'UEFA, 48 participent à la compétition qui se déroule du 5 avril 2022 au 17 avril 2024 pour 7 places qualificatives.